# 恩里科·科斯塔 (天体物理学家)
恩里科·科斯塔（義大利語：Enrico Costa，1944年—），撒丁岛萨萨里人，意大利天体物理学家，知名于伽马射线暴（GRBs）的研究。

## 延伸阅读
- Govert Schilling Flash! The Hunt for the Biggest Explosions in the Universe, Cambridge University Press 2002